# Helichrysopsis septentrionalis
Helichrysopsis septentrionalis là một loài thực vật có hoa trong họ Cúc. Loài này được (Vatke) Hilliard mô tả khoa học đầu tiên năm 1981.